# Stourbridge
Stourbridge este un fost oraș, actualmente o suburbie din cadrul districtului metropolitan Dudley în comitatul West Midlands, regiunea West Midlands, Anglia. 

## Personalități născute aici
- Jude Bellingham (n. 2003), fotbalist;
- Jobe Bellingham (n. 2005), fratele lui Jude, fotbalist.